# Vladimir Raïevski
Pour les articles homonymes, voir Raïevski.
Vladimir Fedosseïevitch Raïevski (en russe : Владимир Федосеевич Раевский) est un poète russe du mouvement décabriste, né en 1795, mort en 1872. Il fut exilé en Sibérie.